# Emblema della Repubblica Socialista Sovietica Carelo-Finlandese
L'emblema della Repubblica Socialista Sovietica Carelo-Finlandese fu adottato ufficialmente il 10 febbraio del 1941 dal governo della Repubblica Socialista Sovietica Carelo-Finlandese, e fu utilizzato come stemma ufficiale dello stato fino al 1956, anno in cui venne riassorbito all'interno della RSFS Russa.

## Simbologia
Come molti altri emblemi delle repubbliche sovietiche, anche quello della RSS Carelo-Finlandese appare visibilmente ispirato a quello dell'Unione Sovietica. Esso è infatti costruito attorno alla classica simbologia comunista: contornata da riferimenti vegetali (i rami di pino sulla sinistra) e alla produttività agricola (le spighe di segale sulla destra) appare infatti la falce e martello, sormontata dalla stella rossa a cinque punte simboleggiante la vittoria del comunismo sui cinque continenti.
A fare da sfondo a falce e martello compaiono riferimenti al territorio nordico della Carelia, ovvero un torrente in piena fra sponde rocciose ed una foresta di conifere. Sullo sfondo, il sole nascente prefigura il radioso futuro del proletariato.
A contornare i bordi laterali è posta una banda rossa (caratterizzata dalla presenza di un disegno ispirato alla tradizione locale della regione), che riporta il motto marxista "Proletari di tutti i paesi, unitevi!", trascritto sia in lingua finlandese (Kaikkien maiden proletaarit, liittykää yhteen!) che in lingua russa (Пролетарии всех стран, соединяйтесь!).
Alla base dell'emblema, la trascrizione del nome ufficiale della repubblica sovietica (SSR Carelo-Finlandese), anche questo tradotto sia in finlandese (Karjalais-Suomalainen SNT) che in russo (Карело-Финская ССР).

## Storia
Il destino dell'emblema seguì quello della Repubblica Sovietica di Carelia: istituita nel 1941 con lo scopo non dichiarato di agevolare una possibile penetrazione sovietica in Finlandia, essa ebbe vita breve. Nel 1956 infatti (probabilmente a causa del miglioramento delle relazioni fra le due nazioni e dell'implicita accettazione dell'indipendenza finlandese da parte sovietica) il territorio della RSS Carelo-Finlandese venne accorpato a quello della RSFS Russa, divenendo una provincia autonoma al suo interno. Nel 1991, a seguito della dissoluzione dell'Unione Sovietica, il territorio venne rinominato Repubblica di Carelia ed è attualmente parte della Federazione Russa.